# Laguna de la Ratosa
La laguna de la Ratosa es un humedal situado en la provincia de Málaga, Andalucía, España. Fue declarada reserva natural el 28 de julio de 1989.
Se trata de una zona húmeda de origen endorreico, de poca profundidad, aguas salobres y carácter temporal. Tiene 22,7 ha de extensión, rodeada por 145 ha de zona de protección adicional y está situada entre los términos municipales de Alameda y Humilladero.
Rodeada de campos de cultivo, la vegetación perilagunar está muy reducida y predominan los carrizos y juncos, así como el almajo dulce, adaptado a sustratos salinos. La fauna es similar a la de la cercana Laguna de Fuente de Piedra: flamencos, anátidas, cigüeñuelas, avocetas y calamones sobre todo. 

## Características físicas y bióticas
La laguna se emplaza entre los 400 y 420 m de altitud, en depresión cerrada, sin desagüe y descansando sobre arcillas de rosados tonos procedentes de la descalcificación de calizas. De variables dimensiones, según los inviernos sean más o menos lluviosos, es de contorno  aproximadamente semicircular, pequeña y, por término medio, tiene 600 m de este a oeste en su diámetro mayor y 500 m de norte a sur en su diámetro menor.
La reserva natural se encuentra enclavada en la zona Subbética, en el límite oriental de los afloramientos de esta zona dominados por el Trías. Las litologías predominantes son las arcillas, margas abigarradas y yesos, aunque se entremezclan con otra serie de materiales, principalmente rocas carbonatadas. La topografía del área donde se enclava esta laguna es suavemente ondulada, destacando los relieves formados por las dolomías y calizas jurásicas de la sierras de Mollina y Camorra, situadas al este de la laguna. Esta fisiografía, fundamentalmente llana, provoca que la cuenca de recepción de la laguna sea extensa, lo que unido a la naturaleza permeable de los materiales hace que no exista una cuenca de drenaje marcada.

### Clima
Su situación al norte de la provincia de Málaga hace partícipe a la laguna de las características y peculiaridades climáticas de esta área, clima templado cálido mediterráneo, cuyos rasgos principales son una estación seca, fuerte calor estival y unas temperaturas invernales  generalmente suaves. A éstas, habría que añadir las características  locales propias, como su ubicación dentro de la depresión de Antequera, la lejanía al mar, y los relieves colindantes que ejercen de barrera a la influencia marítima, lo que confiere cierto carácter continental y, por tanto, un clima más riguroso, tanto en invierno como en verano. La temperatura media anual es 16,8 °C y el total de precipitaciones anuales 443,7 mm.

## Flora y fauna

### Flora
La cuenca de la laguna está completamente antropizada, dominando el cultivo del olivo y cereal en la zona periférica de protección. No existen datos sobre la fauna ligada a los sistemas terrestres aunque se encuentra degradada por la intensa humanización y sólo es posible señalar al cernícalo común y el ratonero común. En cuanto a los ecosistemas acuáticos, la vegetación palustre está muy degradada y sólo se ha detectado una pequeña faja de carrizo (Phragmites australis), con algunos juncos (Juncus maritimus) y vegetación halofítica propia de terrenos salinos (Suaeda splendens). Esta degradación de la orla perilagunar supone una limitación para el refugio y el anidamiento de aves, por lo que esta laguna sólo se utiliza como zona de alimentación. 
La vegetación sumergida es importante. Existe un taxón con interés singular a nivel nacional y europeo, Althenia orientalis, así como una gran diversidad de otras especies, algunas de ellas indicadoras de alta salinidad y otras bastante tolerantes a las variaciones del medio:  Lamprothamnium papulosum, Potamogetum pectinatus, Ranunculus aquatilis, Ranunculus peltatus, Ranunculus trichophyllus, Ranunculus trichophyllus, Ruppia drepanensis y Zannichellia palustris. 

### Fauna

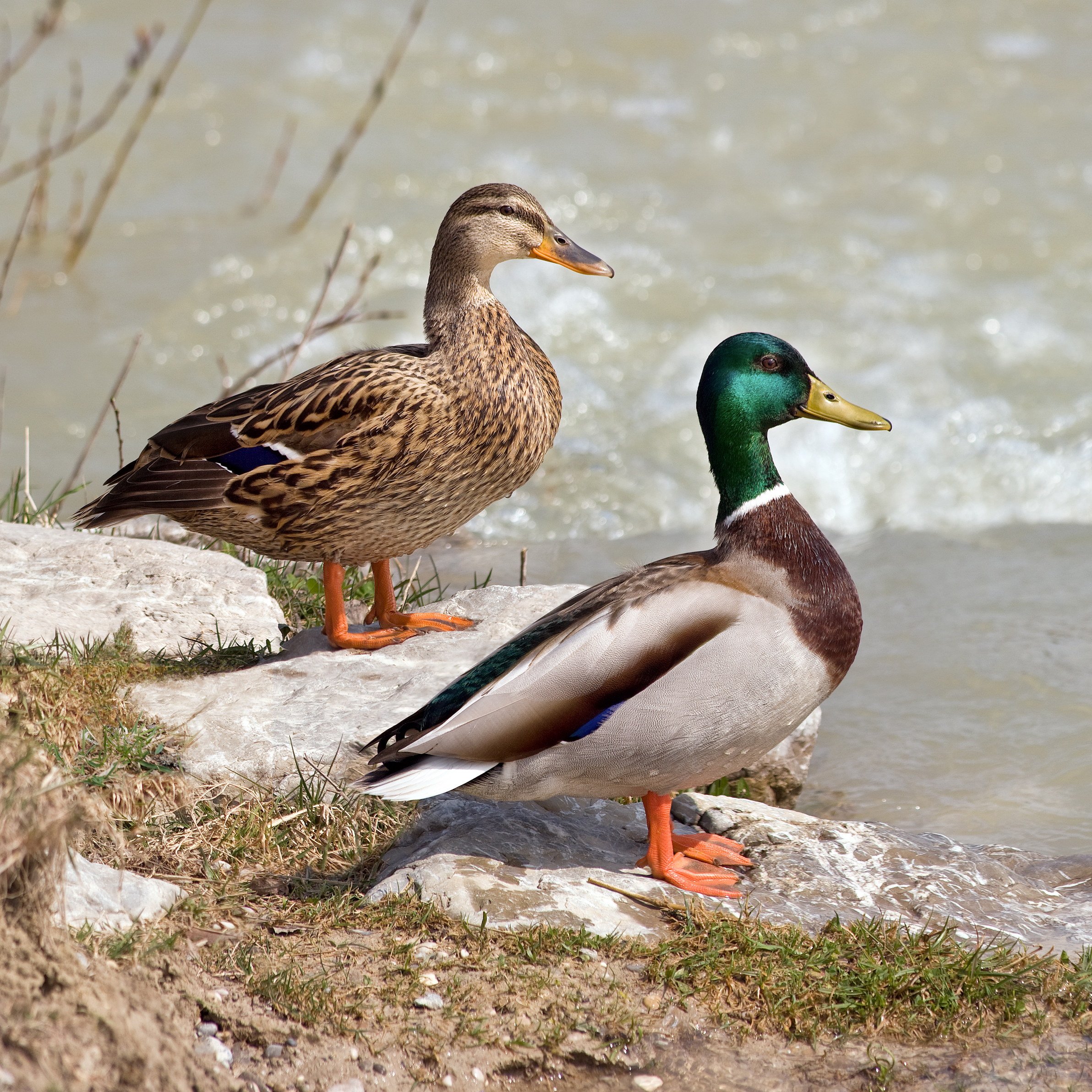
Ejemplares de ánade real

Existen pocos datos sobre las comunidades faunísticas acuáticas y éstos corresponden a los crustáceos heleoplanctónicos. Se han identificado: Brachinella spinosa (Anostraceo), Moina mongolica (Cladócero) y Arctodiaptomus salinus (Copépodo diaptómido), especies típicas de aguas hiperhalinas. 
Las aves detectadas son abundantes y se relacionan con las comunidades de la laguna de Fuente de Piedra: somormujo lavanco, zampullín  cuellinegro, zampullín chico, garza real, garcilla bueyera, flamenco rosa, ánade real, ánade friso, ánade silbón, pato cuchara, pato colorado, pato moñudo, porrón común, malvasía, aguilucho lagunero, polla de agua, focha común, cigüeñuela y avoceta. Los limícolas como chorlitejo grande, chorlitejo chico, chorlitejo patinegro, correlimos  zarapitín, correlimos común, correlimos menudo, archibebe común, andarríos chico, andarríos grande, combatiente, encuentran una buena fuente de alimento en los invertebrados que se desarrollan en los amplios fangales que quedan libres a medida que disminuye el nivel de inundación.
Aves más ligadas al medio marino como, gaviota reidora, gaviota sombría, pagaza piconera y fumarel común, además de una zona de reposo, encuentran en esta laguna alimento de origen antrópico. Otras como el alcaraván se benefician por la extensión de los campos de cultivo. No existen datos de otros vertebrados que no sean aves, dado que la salinidad y la temporalidad de las aguas de la laguna son incompatibles con el desarrollo de los peces. Tampoco es favorable al desarrollo de anfibios, salvo de aquellas especies de ciclo de vida muy rápido que aprovechan los cortos períodos de aguas menos salinas de las primeras fases de inundación de la laguna. Especies de reptiles acuáticos como la culebra de agua y el galápago leproso, que se encuentran en otras lagunas de la zona, están restringidas por la salinidad. Entre los mamíferos se observa el conejo, el erizo común y diversas especies de roedores.